# Ånden fra Finderup
Ånden fra Finderup er en bog udgivet i 2005 af tidligere folketingsmedlem Jacob Buksti. Bogen beskriver kronologisk de begivenheder der den 11. april 1992 ledte til kongemordet på Svend Auken på den socialdemokratiske partikongres i Vejle.
Gennem et stort udvalg af kilder og personlige erfaringer er det lykkedes at beskrive forløbet sandfærdigt, uden at tage afstand til "kongemorderen" Poul Nyrup eller Auken selv. Titlen refererer til mordet på  kong Erik Klipping i Finderup Lade i 1286.
| Bog | Spire Denne artikel om bøger og tidsskrifter er en spire som bør udbygges. Du er velkommen til at hjælpe Wikipedia ved at udvide den. |